# Regularan graf
Regularan graf, vrsta grafa iz teorije grafova. Za neki graf kažemo da je regularan ako su mu svi vrhovi istog stupnja.
Graf {\displaystyle G} je regularan ako vrijedi {\displaystyle deg(v)=r,\forall v\in V(G)}.
Cijeli broj {\displaystyle r} tada nazivamo stupanj regularnosti grafa {\displaystyle G}.
Rešetka je vrsta regularna grafa.